# Seznam utkání Vsetína v play off české hokejové extraligy
Toto je seznam zápasů Vsetína v play off české hokejové extraligy .

## Vsetín
| Vsetín versus    | S  | Předkolo | Čtvrtfinále                         | Semifinále                          | Finále                              | V  | P  |
| ---------------- | -- | -------- | ----------------------------------- | ----------------------------------- | ----------------------------------- | -- | -- |
| Třinec           | 1  |          |                                     |                                     | 1997/1998 (3 : 0)                   | 3  | 0  |
| Hradec Králové   | 0  |          |                                     |                                     |                                     | 0  | 0  |
| Chomutov         | 0  |          |                                     |                                     |                                     | 0  | 0  |
| Liberec          | 0  |          |                                     |                                     |                                     | 0  | 0  |
| Litvínov         | 2  |          | 1994/1995 (3 : 1)                   |                                     | 1995/1996 (4 : 1)                   | 7  | 2  |
| Mladá Boleslav   | 0  |          |                                     |                                     |                                     | 0  | 0  |
| Olomouc          | 0  |          |                                     |                                     |                                     | 0  | 0  |
| Pardubice        | 2  |          | 1997/1998 (3 : 0)                   | 1996/1997 (3 : 1)                   |                                     | 6  | 1  |
| Plzeň            | 1  |          |                                     | 1999/2000 (3 : 0)                   |                                     | 3  | 0  |
| Sparta Praha     | 4  |          |                                     | 1997/1998 (3 : 1) 1998/1999 (3 : 2) | 1999/2000 (0 : 3) 2000/2001 (3 : 1) | 9  | 7  |
| Vítkovice        | 2  |          | 1998/1999 (3 : 1)                   |                                     | 1996/1997 (3 : 0)                   | 6  | 1  |
| Zlín             | 3  |          | 2000/2001 (4 : 2)                   |                                     | 1994/1995 (3 : 1) 1998/1999 (3 : 0) | 10 | 3  |
| Jihlava          | 0  |          |                                     |                                     |                                     | 0  | 0  |
| České Budějovice | 3  |          | 1999/2000 (3 : 0)                   | 1994/1995 (3 : 0) 1995/1996 (4 : 0) |                                     | 10 | 0  |
| Karlovy Vary     | 0  |          |                                     |                                     |                                     | 0  | 0  |
| Kladno           | 1  |          | 1995/1996 (4 : 0)                   |                                     |                                     | 4  | 0  |
| Slavia Praha     | 3  |          | 1996/1997 (3 : 0) 2002/2003 (0 : 4) | 2000/2001 (3 : 1)                   |                                     | 6  | 5  |
| Brno             | 0  |          |                                     |                                     |                                     | 0  | 0  |
| Znojmo           | 0  |          |                                     |                                     |                                     | 0  | 0  |
| Celkem           | 22 |          |                                     |                                     |                                     | 64 | 19 |

## Vsetín - Sparta Praha
| Číslo | Sezona    | Utkání     | Domácí       | Výsledek        | Hosté        | Třetiny         |
| --- | --------- | ---------- | ------------ | --------------- | ------------ | --------------- |
| 01. | 1997/1998 | semifinále | Vsetín       | 4 : 1 Report    | Sparta Praha | (2:0, 2:1, 0:0) |
| Branky Vsetína 09:40 Radek Bělohlav, 17:53 Ondřej Kratěna, 21:04 Michal Broš, 31:04 Jiří Dopita                                          |           |            |              |                 |              |                 |
| 02. | 1997/1998 | semifinále | Vsetín       | 3 : 1 Report    | Sparta Praha | (0:0, 2:1, 1:0) |
| Branky Vsetína 33:54 Radek Bělohlav, 39:58 Tomáš Sršeň, 59:57 Jiří Dopita                                                                |           |            |              |                 |              |                 |
| 03. | 1997/1998 | semifinále | Sparta Praha | 4 : 1 Report    | Vsetín       | (2:0, 0:1, 2:0) |
| Branky Vsetína 38:06 Tomáš Sršeň |           |            |              |                 |              |                 |
| 04. | 1997/1998 | semifinále | Sparta Praha | 2 : 5 Report    | Vsetín       | (0:2, 1:2, 1:1) |
| Branky Vsetína 08:51 Radek Bělohlav, 11:18 Tomáš Kapusta, 26:27 Jiří Dopita, 36:13 Jiří Dopita, 42:26 Ondřej Kratěna                     |           |            |              |                 |              |                 |
| |           |            |              |                 |              |                 |
| 05. | 1998/1999 | semifinále | Vsetín       | 2 : 1 PP Report | Sparta Praha | (1:0, 0:1, 0:0) |
| Branky Vsetína 11:57 Pavel Patera, v prodloužení 66:12 Jiří Dopita                                                                       |           |            |              |                 |              |                 |
| 06. | 1998/1999 | semifinále | Vsetín       | 2 : 3 Report    | Sparta Praha | (1:1, 0:0, 1:2) |
| Branky Vsetína 09:06 Radek Bělohlav, 47:32 Ondřej Kratěna                                                                                |           |            |              |                 |              |                 |
| 07. | 1998/1999 | semifinále | Sparta Praha | 2 : 4 Report    | Vsetín       | (1:2, 1:1, 0:1) |
| Branky Vsetína 03:41 Tomáš Sršeň, 10:00 Radek Bělohlav, 28:44 Martin Procházka, 59:55 Pavel Patera                                       |           |            |              |                 |              |                 |
| 08. | 1998/1999 | semifinále | Sparta Praha | 4 : 1 Report    | Vsetín       | (1:0, 2:1, 1:0) |
| Branky Vsetína 23:53 Tomáš Sršeň |           |            |              |                 |              |                 |
| 09. | 1998/1999 | semifinále | Vsetín       | 1 : 0 SN Report | Sparta Praha | (0:0, 0:0, 0:0) |
| Branky Vsetína rozhodující SN Michal Broš                                                                                                |           |            |              |                 |              |                 |
| |           |            |              |                 |              |                 |
| 10. | 1999/2000 | finále     | Sparta Praha | 4 : 2 Report    | Vsetín       | (0:0, 2:2, 2:0) |
| Branky Vsetína 25:03 Ján Pardavý, 38:05 Radek Bělohlav                                                                                   |           |            |              |                 |              |                 |
| 11. | 1999/2000 | finále     | Sparta Praha | 4 : 0 Report    | Vsetín       | (1:0, 2:0, 1:0) |
| Branky Vsetína nikdo |           |            |              |                 |              |                 |
| 12. | 1999/2000 | finále     | Vsetín       | 0 : 1 Report    | Sparta Praha | (0:0, 0:0, 0:1) |
| Branky Vsetína nikdo |           |            |              |                 |              |                 |
| |           |            |              |                 |              |                 |
| 13. | 2000/2001 | finále     | Vsetín       | 3 : 2 PP Report | Sparta Praha | (0:0, 2:2, 0:0) |
| Branky Vsetína 22:19 Jiří Dopita, 36:20 Jan Lipianský, v prodloužení 67:41 Jiří Dopita                                                   |           |            |              |                 |              |                 |
| 14. | 2000/2001 | finále     | Vsetín       | 3 : 4 Report    | Sparta Praha | (2:0, 1:1, 0:3) |
| Branky Vsetína 00:43 Radim Tesařík, 16:48 Martin Paroulek, 28:55 Ján Pardavý                                                             |           |            |              |                 |              |                 |
| 15. | 2000/2001 | finále     | Sparta Praha | 3 : 6 Report    | Vsetín       | (1:2, 1:2, 1:2) |
| Branky Vsetína 4 branky 11:46 Jiří Dopita, 16:49 Ján Pardavý, 34:34 Jan Srdínko, 39:44 Jiří Dopita, 40:26 Jiří Dopita, 47:44 Jiří Dopita |           |            |              |                 |              |                 |
| 16. | 2000/2001 | finále     | Sparta Praha | 1 : 4 Report    | Vsetín       | (1:0, 0:1, 0:3) |
| Branky Vsetína 26:13 Martin Paroulek, 52:14 Jiří Burger, 53:49 Ondřej Veselý, 59:18 Roman Stantien                                       |           |            |              |                 |              |                 |
| |           |            |              |                 |              |                 |
| Vsetín 9x utkání vyhrál, 7x utkánní prohrál Vsetín 3x sérii vyhrál, 1x sérii prohrál                                                     |           |            |              |                 |              |                 |

## Vsetín - Zlín
| Číslo | Sezona    | Utkání      | Domácí | Výsledek        | Hosté  | Třetiny         |
| --- | --------- | ----------- | ------ | --------------- | ------ | --------------- |
| 01. | 1994/1995 | finále      | Vsetín | 3 : 6 Report    | Zlín   | (0:3, 0:3, 3:0) |
| Branky Vsetína 45:14 Radek Měsíček, 51:21 Martin Smeták, 54:15 Antonín Stavjaňa                                    |           |             |        |                 |        |                 |
| 02. | 1994/1995 | finále      | Vsetín | 2 : 1 Report    | Zlín   | (1:1, 0:0, 1:0) |
| Branky Vsetína 13:07 Tomáš Sršeň, 45:55 Luboš Jenáček                                                              |           |             |        |                 |        |                 |
| 03. | 1994/1995 | finále      | Zlín   | 2 : 4 Report    | Vsetín | (1:1, 0:1, 1:2) |
| Branky Vsetína 02:33 Tomáš Sršeň, 38:36 Tomáš Sršeň, 45:07 Michal Tomek, 58:57 Miroslav Barus                      |           |             |        |                 |        |                 |
| 04. | 1994/1995 | finále      | Zlín   | 1 : 2 PP Report | Vsetín | (0:0, 0:1, 1:0) |
| Branky Vsetína 21:40 Martin Smeták, v prodloužení 60:18 Rostislav Vlach                                            |           |             |        |                 |        |                 |
| |           |             |        |                 |        |                 |
| 05. | 1998/1999 | finále      | Vsetín | 3 : 1 Report    | Zlín   | (1:0, 2:0, 0:1) |
| Branky Vsetína hetrik 10:26 Martin Procházka, 28:17 Martin Procházka, 31:43 Martin Procházka                       |           |             |        |                 |        |                 |
| 06. | 1998/1999 | finále      | Vsetín | 4 : 3 Report    | Zlín   | (3:0, 0:1, 1:2) |
| Branky Vsetína 04:58 Pavel Patera, 18:13 Martin Procházka, 19:13 Radek Bělohlav, 29:52 Roman Meluzín               |           |             |        |                 |        |                 |
| 07. | 1998/1999 | finále      | Zlín   | 2 : 4 Report    | Vsetín | (1:0, 0:3, 1:1) |
| Branky Vsetína 24:01 Tomáš Sršeň, 24:51 Michal Broš, 34:57 Martin Procházka, 51:38 Jan Tomajko                     |           |             |        |                 |        |                 |
| |           |             |        |                 |        |                 |
| 08. | 2000/2001 | čtvrtfinále | Vsetín | 4 : 3 Report    | Zlín   | (3:1, 1:1, 0:1) |
| Branky Vsetína 03:47 Martin Štrbák, 06:50 Jan Tomajko, 11:13 Ján Pardavý, 23:10 Pavel Zubíček                      |           |             |        |                 |        |                 |
| 09. | 2000/2001 | čtvrtfinále | Vsetín | 1 : 2 PP Report | Zlín   | (0:1, 1:0, 0:0) |
| Branky Vsetína 28:46 Jiří Burger                                                                                   |           |             |        |                 |        |                 |
| 10. | 2000/2001 | čtvrtfinále | Zlín   | 3 : 5 Report    | Vsetín | (1:0, 2:2, 0:3) |
| Branky Vsetína 25:13 Pavel Zubíček, 28:52 Ján Lipianský, 57:42 Radim Tesařík, 58:25 Jiří Dopita, 59:36 Jiří Dopita |           |             |        |                 |        |                 |
| 11. | 2000/2001 | čtvrtfinále | Zlín   | 1 : 2 Report    | Vsetín | (0:0, 0:1, 1:1) |
| Branky Vsetína 33:47 Alexej Jaškin, 51:05 Martin Štrbák                                                            |           |             |        |                 |        |                 |
| 12. | 2000/2001 | čtvrtfinále | Vsetín | 0 : 2 Report    | Zlín   | (0:0, 0:0, 0:2) |
| Branky Vsetína nikdo                                                                                               |           |             |        |                 |        |                 |
| 13. | 2000/2001 | čtvrtfinále | Zlín   | 2 : 3 PP Report | Vsetín | (1:2, 1:0, 0:0) |
| Branky Vsetína 01:12 Jiří Burger, 18:51 Ján Pardavý, v prodloužení 63:18 Jiří Burger                               |           |             |        |                 |        |                 |
| |           |             |        |                 |        |                 |
| Vsetín 10x utkání vyhrál, 3x utkánní prohrál Vsetín 3x sérii vyhrál, 0x sérii prohrál                              |           |             |        |                 |        |                 |

## Vsetín - Litvínov
| Číslo | Sezona    | Utkání      | Domácí   | Výsledek     | Hosté    | Třetiny         |
| --- | --------- | ----------- | -------- | ------------ | -------- | --------------- |
| 01. | 1994/1995 | čtvrtfinále | Vsetín   | 3 : 0 Report | Litvínov | (1:0, 2:0, 0:0) |
| Branky Vsetína 19:26 Antonín Stavjaňa, 24:35 Marek Tichý, 39:12 Miroslav Stavjaňa                                                                                         |           |             |          |              |          |                 |
| 02. | 1994/1995 | čtvrtfinále | Vsetín   | 4 : 2 Report | Litvínov | (0:1, 0:1, 4:0) |
| Branky Vsetína 45:40 Antonín Stavjaňa, 55:07 Stanislav Pavelec, 55:32 Michal Tomek, 59:20 Tomáš Sršeň                                                                     |           |             |          |              |          |                 |
| 03. | 1994/1995 | čtvrtfinále | Litvínov | 6 : 3 Report | Vsetín   | (1:0, 3:1, 2:2) |
| Branky Vsetína 24:08 Tomáš Sršeň, 50:58 Andrej Galkin, 51:41 Alexej Jaškin                                                                                                |           |             |          |              |          |                 |
| 04. | 1994/1995 | čtvrtfinále | Litvínov | 1 : 5 Report | Vsetín   | (0:3, 0:0, 1:2) |
| Branky Vsetína 02:24 Martin Smeták, 09:06 Martin Smeták, 14:37 Michal Tomek, 40:36 Rostislav Vlach, 44:14 Luboš Jenáček                                                   |           |             |          |              |          |                 |
| |           |             |          |              |          |                 |
| 05. | 1995/1996 | finále      | Vsetín   | 1 : 2 Report | Litvínov | (0:0, 0:0, 1:2) |
| Branky Vsetína 40:49 Antonín Stavjaňa |           |             |          |              |          |                 |
| 06. | 1995/1996 | finále      | Vsetín   | 8 : 1 Report | Litvínov | (4:0, 3:1, 1:0) |
| Branky Vsetína 03:48 Michal Tomek, 06:40 Michal Tomek, 13:32 Jiří Veber, 17:25 Zbyněk Mařák, 27:42 Alexej Jaškin, 32:11 Jiří Veber, 37:02 Zbyněk Mařák, 55:17 Tomáš Sršeň |           |             |          |              |          |                 |
| 07. | 1995/1996 | finále      | Litvínov | 1 : 6 Report | Vsetín   | (0:1, 0:4, 1:1) |
| Branky Vsetína 02:16 Jiří Dopita, 27:37 Jiří Dopita, 29:17 Jiří Veber, 36:03 Andrej Galkin, 37:05 Aleš Polcar, 43:08 Roman Stantien                                       |           |             |          |              |          |                 |
| 08. | 1995/1996 | finále      | Litvínov | 1 : 4 Report | Vsetín   | (1:2, 0:1, 0:1) |
| Branky Vsetína 19:11 Jiří Veber, 19:32 Jiří Dopita, 32:14 Aleš Zima, 40:40 Miroslav Barus                                                                                 |           |             |          |              |          |                 |
| 09. | 1995/1996 | finále      | Vsetín   | 2 : 1 Report | Litvínov | (1:0, 1:1, 0:0) |
| Branky Vsetína 01:43 Alexej Jaškin, 37:10 Jiří Veber |           |             |          |              |          |                 |
| |           |             |          |              |          |                 |
| Vsetín 7x utkání vyhrál, 2x utkánní prohrál Vsetín 2x sérii vyhrál, 0x sérii prohrál                                                                                      |           |             |          |              |          |                 |

## Vsetín - Pardubice
| Číslo | Sezona    | Utkání      | Domácí    | Výsledek        | Hosté     | Třetiny         |
| --- | --------- | ----------- | --------- | --------------- | --------- | --------------- |
| 01. | 1996/1997 | semifinále  | Vsetín    | 10 : 1 Report   | Pardubice | (6:0, 1:0, 3:1) |
| Branky Vsetína 06:20 Andrej Galkin, 4 branky 09:29 Tomáš Sršeň, 11:21 Tomáš Sršeň, 13:36 David Hruška, 14:09 Tomáš Kapusta, 16:22 Tomáš Sršeň, 34:46 Tomáš Sršeň, 44:57 Tomáš Sršeň, 49:20 Jiří Dopita, 54:08 Jiří Dopita |           |             |           |                 |           |                 |
| 02. | 1996/1997 | semifinále  | Vsetín    | 5 : 1 Report    | Pardubice | (1:0, 2:1, 2:0) |
| Branky Vsetína 13:53 Jiří Dopita, 28:09 Michal Tomek, 38:48 David Hruška, 40:39 Jiří Dopita, 59:57 Ondřej Kratěna |           |             |           |                 |           |                 |
| 03. | 1996/1997 | semifinále  | Pardubice | 3 : 2 PP Report | Vsetín    | (2:2, 0:0, 0:0) |
| Branky Vsetína 07:48 Michal Divíšek, 12:01 Rostislav Vlach |           |             |           |                 |           |                 |
| 04. | 1996/1997 | semifinále  | Pardubice | 1 : 4 Report    | Vsetín    | (0:0, 0:3, 1:1) |
| Branky Vsetína 27:23 Rostislav Vlach, 29:13 Michal Divíšek, 37:07 Ondřej Kratěna, 54:16 Andrej Galkin |           |             |           |                 |           |                 |
| |           |             |           |                 |           |                 |
| 05. | 1997/1998 | čtvrtfinále | Vsetín    | 7 : 0 Report    | Pardubice | (2:0, 3:0, 2:0) |
| Branky Vsetína 07:52 Andrej Galkin, 4 branky 08:22 Jiří Dopita, 21:52 Tomáš Sršeň, 24:36 Jiří Dopita, 29:23 Jiří Dopita, 48:06 Jiří Dopita, 49:06 Alexej Jaškin                                                           |           |             |           |                 |           |                 |
| 06. | 1997/1998 | čtvrtfinále | Vsetín    | 5 : 2 Report    | Pardubice | (2:1, 2:1, 1:0) |
| Branky Vsetína 13:18 Ondřej Kratěna, 14:03 Tomáš Sršeň, 20:35 Roman Stantien, 25:06 Radek Bělohlav, 49:10 Michal Broš |           |             |           |                 |           |                 |
| 07. | 1997/1998 | čtvrtfinále | Pardubice | 3 : 4 Report    | Vsetín    | (0:1, 2:2, 1:1) |
| Branky Vsetína 07:38 Jiří Veber, 24:01 Michal Broš, 28:41 Josef Beránek, 43:39 Radim Tesařík |           |             |           |                 |           |                 |
| |           |             |           |                 |           |                 |
| Vsetín 6x utkání vyhrál, 1x utkánní prohrál Vsetín 2x sérii vyhrál, 0x sérii prohrál |           |             |           |                 |           |                 |

## Vsetín - Vítkovice
| Číslo | Sezona    | Utkání      | Domácí    | Výsledek        | Hosté     | Třetiny         |
| --- | --------- | ----------- | --------- | --------------- | --------- | --------------- |
| 01. | 1996/1997 | finále      | Vsetín    | 3 : 1 Report    | Vítkovice | (1:0, 2:1, 0:0) |
| Branky Vsetína 10:23 Alexej Jaškin, 20:23 Rostislav Vlach, 30:10 Andrej Galkin                              |           |             |           |                 |           |                 |
| 02. | 1996/1997 | finále      | Vsetín    | 4 : 2 Report    | Vítkovice | (2:0, 1:1, 1:1) |
| Branky Vsetína 08:27 Roman Stantien, 17:56 Andrej Galkin, 37:20 Jiří Dopita, 59:32 Jiří Dopita              |           |             |           |                 |           |                 |
| 03. | 1996/1997 | finále      | Vítkovice | 0 : 2 Report    | Vsetín    | (0:1, 0:1, 0:0) |
| Branky Vsetína 10:09 Andrej Galkin, 27:14 Tomáš Sršeň                                                       |           |             |           |                 |           |                 |
| |           |             |           |                 |           |                 |
| 04. | 1998/1999 | čtvrtfinále | Vsetín    | 4 : 3 SN Report | Vítkovice | (0:2, 2:1, 1:0) |
| Branky Vsetína 20:53 Pavel Patera, 23:09 Radek Bělohlav, 44:31 Jan Tomajko, rozhodující SN Martin Procházka |           |             |           |                 |           |                 |
| 05. | 1998/1999 | čtvrtfinále | Vsetín    | 3 : 1 Report    | Vítkovice | (0:0, 3:1, 0:0) |
| Branky Vsetína 22:45 Martin Procházka, 33:58 Martin Procházka, 37:05 Zbyněk Mařák                           |           |             |           |                 |           |                 |
| 06. | 1998/1999 | čtvrtfinále | Vítkovice | 4 : 2 Report    | Vsetín    | (1:0, 2:1, 1:1) |
| Branky Vsetína 21:49 Ondřej Kratěna, 59:30 Libor Zábranský                                                  |           |             |           |                 |           |                 |
| 07. | 1998/1999 | čtvrtfinále | Vítkovice | 1 : 3 Report    | Vsetín    | (0:0, 1:1, 0:2) |
| Branky Vsetína 21:21 Martin Procházka, 49:08 Pavel Patera, 54:04 Jan Tomajko                                |           |             |           |                 |           |                 |
| |           |             |           |                 |           |                 |
| Vsetín 6x utkání vyhrál, 1x utkání prohrál Vsetín 2x sérii vyhrál, 0x sérii prohrál                         |           |             |           |                 |           |                 |

## Vsetín - Slavia Praha
| Číslo | Sezona    | Utkání      | Domácí       | Výsledek        | Hosté        | Třetiny         |
| --- | --------- | ----------- | ------------ | --------------- | ------------ | --------------- |
| 01. | 1996/1997 | čtvrtfinále | Vsetín       | 2 : 1 Report    | Slavia Praha | (2:0, 0:0, 0:1) |
| Branky Vsetína 00:32 Michal Tomek, 10:08 Alexej Jaškin |           |             |              |                 |              |                 |
| 02. | 1996/1997 | čtvrtfinále | Vsetín       | 4 : 1 Report    | Slavia Praha | (3:0, 1:1, 0:0) |
| Branky Vsetína 01:02 Tomáš Sršeň, 10:14 Roman Stantien, 15:26 Alexej Jaškin, 27:48 Josef Beránek                                                                |           |             |              |                 |              |                 |
| 03. | 1996/1997 | čtvrtfinále | Slavia Praha | 0 : 7 Report    | Vsetín       | (0:2, 0:4, 0:1) |
| Branky Vsetína 27:48 Rostislav Vlach, 11:37 Tomáš Jakeš, 21:30 Tomáš Kapusta, 21:49 Ondřej Kratěna, 30:52 Jiří Dopita, 38:13 Josef Beránek, 48:03 Josef Beránek |           |             |              |                 |              |                 |
| |           |             |              |                 |              |                 |
| 04. | 2000/2001 | semifinále  | Vsetín       | 4 : 0 Report    | Slavia Praha | (0:0, 2:0, 2:0) |
| Branky Vsetína 22:11 Alexej Jaškin, 26:02 Jan Pardavý, 43:42 Roman Stantien, 46:15 Radim Tesařík                                                                |           |             |              |                 |              |                 |
| 05. | 2000/2001 | semifinále  | Vsetín       | 3 : 2 Report    | Slavia Praha | (1:0, 1:1, 1:1) |
| Branky Vsetína 17:50 Radim Tesařík, 33:40 Ondřej Veselý, 57:47 Ján Pardavý                                                                                      |           |             |              |                 |              |                 |
| 06. | 2000/2001 | semifinále  | Slavia Praha | 4 : 2 Report    | Vsetín       | (0:2, 2:0, 2:0) |
| Branky Vsetína 06:23 Ján Pardavý, 07:03 Radim Kucharczyk |           |             |              |                 |              |                 |
| 07. | 2000/2001 | semifinále  | Slavia Praha | 5 : 6 PP Report | Vsetín       | (2:0, 2:2, 1:3) |
| Branky Vsetína 23:19 Ján Pardavý, 28:49 Milan Nedoma, 45:32 Alexej Jaškin, 54:30 Ján Pardavý, 54:59 Martin Paroulek, v prodloužení 68:03 Ján Pardavý            |           |             |              |                 |              |                 |
| |           |             |              |                 |              |                 |
| 08. | 2002/2003 | čtvrtfinále | Slavia Praha | 2 : 0 Report    | Vsetín       | (1:0, 1:0, 0:0) |
| Branky Vsetína nikdo |           |             |              |                 |              |                 |
| 09. | 2002/2003 | čtvrtfinále | Slavia Praha | 5 : 1 Report    | Vsetín       | (2:0, 3:1, 0:0) |
| Branky Vsetína 24:01 Martin Ambruz |           |             |              |                 |              |                 |
| 10. | 2002/2003 | čtvrtfinále | Vsetín       | 1 : 2 SN Report | Slavia Praha | (0:0, 1:1, 0:0) |
| Branky Vsetína 35:30 Tomáš Vak |           |             |              |                 |              |                 |
| 11. | 2002/2003 | čtvrtfinále | Vsetín       | 0 : 6 Report    | Slavia Praha | (0:0, 0:3, 0:3) |
| Branky Vsetína nikdo |           |             |              |                 |              |                 |
| |           |             |              |                 |              |                 |
| Vsetín 6x utkání vyhrál, 5x utkánní prohrál Vsetín 2x sérii vyhrál, 1x sérii prohrál                                                                            |           |             |              |                 |              |                 |

## Vsetín - České Budějovice
| Číslo | Sezona    | Utkání      | Domácí           | Výsledek        | Hosté            | Třetiny         |
| --- | --------- | ----------- | ---------------- | --------------- | ---------------- | --------------- |
| 01. | 1994/1995 | semifinále  | Vsetín           | 3 : 1 Report    | České Budějovice | (1:0, 1:1, 1:0) |
| Branky Vsetína 18:58 Martin Smeták, 35:32 Miroslav Stavjaňa, 41:51 Tomáš Sršeň                                                               |           |             |                  |                 |                  |                 |
| 02. | 1994/1995 | semifinále  | Vsetín           | 3 : 2 PP Report | České Budějovice | (0:1, 0:0, 2:1) |
| Branky Vsetína 43:02 Zbyněk Mařák, 47:39 Roman Stantien, v prodloužení 63:22 Antonín Stavjaňa                                                |           |             |                  |                 |                  |                 |
| 03. | 1994/1995 | semifinále  | České Budějovice | 2 : 4 Report    | Vsetín           | (0:0, 1:1, 1:3) |
| Branky Vsetína 25:48 Miroslav Stavjaňa, 43:29 Andrej Galkin, 58:54 Michal Tomek, 59:59 Michal Tomek                                          |           |             |                  |                 |                  |                 |
| |           |             |                  |                 |                  |                 |
| 04. | 1995/1996 | semifinále  | Vsetín           | 4 : 0 Report    | České Budějovice | (1:0, 1:0, 2:0) |
| Branky Vsetína 10:05 Aleš Zima, 34:12 Aleš Polcar, 48:21 Jiří Dopita, 58:56 Rostislav Vlach                                                  |           |             |                  |                 |                  |                 |
| 05. | 1995/1996 | semifinále  | Vsetín           | 5 : 2 Report    | České Budějovice | (2:1, 1:1, 2:0) |
| Branky Vsetína 11:25 Jiří Veber, 14:02 Zbyněk Mařák, 35:09 Jiří Dopita, 50:09 Jiří Dopita, 59:51 Zbyněk Mařák                                |           |             |                  |                 |                  |                 |
| 06. | 1995/1996 | semifinále  | České Budějovice | 2 : 3 Report    | Vsetín           | (1:1, 1:1, 0:1) |
| Branky Vsetína 04:25 Andrej Galkin, 39:27 Roman Stantien, 59:02 Antonín Stavjaňa                                                             |           |             |                  |                 |                  |                 |
| 07. | 1995/1996 | semifinále  | České Budějovice | 1 : 4 Report    | Vsetín           | (0:1, 1:2, 0:1) |
| Branky Vsetína 15:08 Jiří Dopita, 25:11 Aleš Zima, 35:53 Aleš Polcar, 57:42 Miroslav Barus                                                   |           |             |                  |                 |                  |                 |
| |           |             |                  |                 |                  |                 |
| 08. | 1999/2000 | čtvrtfinále | Vsetín           | 3 : 0 Report    | České Budějovice | (2:0, 1:0, 0:0) |
| Branky Vsetína 10:57 Jan Tomajko, 16:36 Jan Srdínko, 29:20 Pavel Patera                                                                      |           |             |                  |                 |                  |                 |
| 09. | 1999/2000 | čtvrtfinále | Vsetín           | 6 : 3 Report    | České Budějovice | (1:1, 2:2, 3:0) |
| Branky Vsetína 19:59 Ján Pardavý, 21:10 Pavel Zubíček, 25:57 Roman Stantien, 42:39 Martin Paroulek, 53:35 Zbyněk Mařák, 58:55 Roman Stantien |           |             |                  |                 |                  |                 |
| 10. | 1999/2000 | čtvrtfinále | České Budějovice | 0 : 3 Report    | Vsetín           | (0:2, 0:1, 0:0) |
| Branky Vsetína 01:10 Martin Procházka, 19:29 Jan Tomajko, 33:32 Pavel Patera                                                                 |           |             |                  |                 |                  |                 |
| |           |             |                  |                 |                  |                 |
| Vsetín 10x utkání vyhrál, 0x utkání prohrál Vsetín 3x sérii vyhrál, 0x sérii prohrál                                                         |           |             |                  |                 |                  |                 |

## Vsetín - Kladno
| Číslo | Sezona    | Utkání      | Domácí | Výsledek        | Hosté  | Třetiny         |
| --- | --------- | ----------- | ------ | --------------- | ------ | --------------- |
| 01. | 1995/1996 | čtvrtfinále | Vsetín | 3 : 0 Report    | Kladno | (1:0, 0:0, 2:0) |
| Branky Vsetína 11:26 Andrej Galkin, 52:45 Tomáš Sršeň, 59:24 Tomáš Sršeň                                  |           |             |        |                 |        |                 |
| 02. | 1995/1996 | čtvrtfinále | Vsetín | 4 : 3 PP Report | Kladno | (0:0, 2:1, 1:2) |
| Branky Vsetína 27:19 Zbyněk Mařák, 34:29 Jiří Dopita, 48:58 Tomáš Sršeň, v prodloužení 62:29 Michal Tomek |           |             |        |                 |        |                 |
| 03. | 1995/1996 | čtvrtfinále | Kladno | 2 : 4 Report    | Vsetín | (1:1, 0:1, 1:2) |
| Branky Vsetína 05:07 Jiří Veber, 36:01 Michal Tomek, 44:56 Aleš Zima, 53:59 Zbyněk Mařák                  |           |             |        |                 |        |                 |
| 04. | 1995/1996 | čtvrtfinále | Kladno | 1 : 2 Report    | Vsetín | (0:1, 1:0, 0:1) |
| Branky Vsetína 11:15 Michal Tomek, 44:38 Jiří Dopita                                                      |           |             |        |                 |        |                 |
| |           |             |        |                 |        |                 |
| Vsetín 4x utkání vyhrál, 0x utkání prohrál Vsetín 1x sérii vyhrál, 0x sérii prohrál                       |           |             |        |                 |        |                 |

## Vsetín - Třinec
| Číslo | Sezona    | Utkání | Domácí | Výsledek     | Hosté  | Třetiny         |
| --- | --------- | ------ | ------ | ------------ | ------ | --------------- |
| 01. | 1997/1998 | finále | Vsetín | 5 : 1 Report | Třinec | (1:1, 1:0, 3:0) |
| Branky Vsetína 03:21 Jiří Dopita, 32:32 Jiří Veber, 41:09 Tomáš Kapusta, 43:32 Jiří Dopita, 50:57 Jiří Veber |           |        |        |              |        |                 |
| 02. | 1997/1998 | finále | Vsetín | 4 : 1 Report | Třinec | (0:0, 1:1, 3:0) |
| Branky Vsetína 39:50 Tomáš Sršeň, 41:42 Radek Bělohlav, 51:35 Jiří Dopita, 52:49 Ivan Padělek                |           |        |        |              |        |                 |
| 03. | 1997/1998 | finále | Třinec | 1 : 3 Report | Vsetín | (0:1, 1:1, 0:1) |
| Branky Vsetína 13:42 Josef Beránek, 34:41 Jiří Dopita, 59:08 Alexej Jaškin                                   |           |        |        |              |        |                 |
| |           |        |        |              |        |                 |
| Vsetín 3x utkání vyhrál, 0x utkánní prohrál Vsetín 1x sérii vyhrál, 0x sérii prohrál                         |           |        |        |              |        |                 |

## Vsetín - Plzeň
| Číslo                                                                                  | Sezona    | Utkání     | Domácí | Výsledek        | Hosté  | Třetiny         |
| -------------------------------------------------------------------------------------- | --------- | ---------- | ------ | --------------- | ------ | --------------- |
| 01.                                                                                    | 1999/2000 | semifinále | Vsetín | 2 : 0 Report    | Plzeň  | (1:0, 0:0, 1:0) |
| Branky Vsetína 11:58 Jan Tomajko, 49:29 Martin Procházka                               |           |            |        |                 |        |                 |
| 02.                                                                                    | 1999/2000 | semifinále | Vsetín | 3 : 2 Report    | Plzeň  | (1:0, 0:0, 2:2) |
| Branky Vsetína 12:42 Jan Srdínko, 47:06 Pavel Patera, 58:19 Jan Tomajko                |           |            |        |                 |        |                 |
| 03.                                                                                    | 1999/2000 | semifinále | Plzeň  | 2 : 3 PP Report | Vsetín | (1:1, 0:0, 1:1) |
| Branky Vsetína 08:12 Ján Pardavý, 50:07 Alexej Jaškin, v prodloužení 64:03 Jan Tomajko |           |            |        |                 |        |                 |
|                                                                                        |           |            |        |                 |        |                 |
| Vsetín 3x utkání vyhrál, 0x utkání prohrál Vsetín 1x sérii vyhrál, 0x sérii prohrál    |           |            |        |                 |        |                 |